# Певек
Певе́к (на руски: Певек; на чукчи: Пээкин) е пристанищен град в Чукотски автономен окръг, Русия. Той е разположен на брега на Източносибирско море, в Чаунския залив, и е административен център на Чаунски район. Към 2016 г. има население от 4743 души.
Певек започва развитието си през 30-те години на 20 век като добивно селище и пристанище по Северния морски път. Днес той е най-северният град в Русия.

## Етимология
За произхода на името Певек има няколко теории. Според по-разпространената от тях, названието идва от чукотското пээкиней, което означава „подута планина“ или „тлъста планина“ – такава, в чието подножие е разположено селище.
Според друга теория, Певек произхожда от пагыткенай, или „воняща планина“. Според местна легенда, тук се е състояла битка между чукчи и юкагири; те не са имали обичая да погребват мъртвите си, поради което в района дълго време се е носило зловонието на разлагащите се тела. Това е и причината чукчите да не се заселят тук, а само да водят елените си на паша през лятото.

## История
През 1926 година районът е посетен от икономическа експедиция, целяща да проучи Чукотка. Ръководител на статистиката в експедицията е Тихон Семушкин, който описва землянка, обитавана от някой си Шкулев, колимчанин и ловец на животни за кожи. На мястото имало и яранга, в която живеела стара чукчанка.
На 5 юли 1933 от Владивосток за Чукотка тръгва параходът „Лейтенант Шмидт“, а на борда му е Наум Филипович Пугачов, назначен от администрацията на Хабаровски край за секретар на Чаунския районен комитет на ВКП(б). Параходът пристига в Чаунския залив на 10 август и пуска котва. В далечината екипажът забелязва седем яранги на възвишението и една дървена постройка в подножието му. До ноември 1933 експедицията изгражда на мястото землянка, в която живеят Пугачов и семейството му, две едностайни къщи, в които се помещават районният изпълнителен комитет, профсъюз и библиотека, полагайки основите на града. Така в Чаунски район към 1933 има три къщи и землянка в Певек, десет къщи по река Чаун, една къща в Билингс и две къщи с полярна станция в Риркайпи, както и районна радиостанция. Само две години по-късно в Певек вече има болница, училище и клуб; в устието на Чаун е създаден интернат, а в мис Шмида и Билингс също са построени училища.
По искане на Пугачов на 12 август 1936 в града пристига експедиция на Всесъюзния арктически институт Главсевморпут, която изучава района. До края на годината около Певек са открити и доказани калаени залежи от промишлено значение. Скоро след това започва работа по усвояването им и на 12 април 1941 са открити две големи добивни предприятия – рудниците Валкумей и Пиркакай (по-късно преименуван на Красноармейский). За кратко време районът претърпява бурно развитие – на 20 май 1944 заработва ТЕЦ, същата година започват работа механическа работилница и строителна работилница, която по-късно прераства в завод за строителни материали. Голяма част от труда за добивните предприятия на калай и уран в района идва чрез системата от трудови колонии и лагери Далстрой, предимно през Чаунлаг и Чаунчукотлаг. Остатъци от лагерите, през които са преминали неизвестен брой криминални и политически затворници, могат да се видят и днес в района на Певек.
През есента на 1950 се правят геоложки проучвания в търсене на злато, а през 1959 е открито първото златодобивно предприятие в Чукотка. В Чаунски район е добит и първият за страната живак от рудника Пламенний. В същата година населението на града достига 1500 души, а паралелно с икономическото развитие в Певек театър със собствен колектив, през 1959 – народен университет, а през 1967 и кино. Певек е провъзгласен за град на 6 април 1967. През 1969 започва изграждането на 5-етажни блокове заради недостига на жилища, а през 1972 е разработен 25-годишен план за развитие на града. Певек е разделен на няколко микрорайона с население от три до пет хиляди души. Особено внимание се отделя на разположението на блоковете, което е с аеродинамични характеристики и цели отбиването на изключително силните арктически ветрове. Планът обаче не е завършен докрай. След разпада на Съветския съюз населението на града се стопява наполовина.

## География и климат
Географските особености на района са били познати на руснаците още от средата на 18 век, когато Великата северна експедиция достига тези места. Експедициите на Джоузеф Билингс описват Чаунския залив и околностите му. Заливът е споменат и в по-ранни сведения на Михаил Стадухин.
За Певек е характерен суровият тундров климат с дълги, много студени зими и кратки, прохладни лета. Най-ниската отчетена температура е -50 °C, а най-високата е +29,2 °C. Февруари е най-студеният месец, а най-топлият е юли.
| Певек                                 | Певек | Певек | Певек | Певек | Певек | Певек | Певек | Певек | Певек | Певек | Певек | Певек | Певек   |
| Месеци                                | яну.  | фев.  | март  | апр.  | май   | юни   | юли   | авг.  | сеп.  | окт.  | ное.  | дек.  | Годишно |
| Абсолютни максимални температури (°C) | 8,9   | 5,6   | 5,8   | 7,6   | 16,1  | 27,0  | 29,2  | 25,7  | 20,3  | 8,1   | 8,7   | 8,9   | 29,2    |
| Средни максимални температури (°C)    | −24,6 | −24,8 | −18,8 | −12,1 | 0,5   | 8,4   | 11,4  | 10,2  | 4,5   | −4,4  | −14,6 | −20,5 | −7,1    |
| Средни температури (°C)               | −26,9 | −27,5 | −22,2 | −15,2 | −1,8  | 5,4   | 8,7   | 8,2   | 3,0   | −6    | −16,7 | −22,9 | −9,5    |
| Средни минимални температури (°C)     | −29,3 | −30   | −25,5 | −18,7 | −4,4  | 2,4   | 6,0   | 6,0   | 1,3   | −7,7  | −19   | −25,3 | −12     |
| Абсолютни минимални температури (°C)  | −45   | −50   | −43,3 | −40   | −30   | −9,1  | −2,2  | −4,6  | −12,7 | −29,3 | −39   | −41,1 | −50     |
| Средни месечни валежи (mm)            | 9     | 12    | 7     | 11    | 10    | 15    | 26    | 27    | 21    | 16    | 14    | 16    | 184     |
| ------------------------------------- | ----- | ----- | ----- | ----- | ----- | ----- | ----- | ----- | ----- | ----- | ----- | ----- | ------- |
| Източник: Pogoda.ru.net               |       |       |       |       |       |       |       |       |       |       |       |       |         |

Характерно местно явление е периодичният южен вятър южака̀. Това е вятър от фьонов тип, който се спуска от възвишенията над града към морето. Непосредствено преди появата му възвишенията са обвити в лека облачност, след което се извива внезапен вятър със снежни вихри и рязко спадане на атмосферното налягане. Явлението трае от няколко дни до две седмици, а скоростта на вятъра при порив достига до 80 метра в секунда (288 km/h). Всеки микрорайон разполага с една сграда-стена с аеродинамични особености, която предпазва останали части на микрорайона от поривите.

## Демография
През 1989 година Певек достига връхната точка на демографското си развитие с население от 12 915 души. До 2001 година населението рязко спада до 5100 души до 2011, когато започва неравномерно нарастване. Към 1 януари 2014 се намира на 1063 място от 1100 руски града по население.
През 2001 и 2002 година близкото селище Апапелгино, построено за персонала на местното летище, влиза в процес на ликвидация. С ликвидирането на Апапелгино в Певек се преместват 70 семейства от селището.
| 1959 | 1970   | 1979   | 1989   | 1996 | 1998 | 2000 |
| ---- | ------ | ------ | ------ | ---- | ---- | ---- |
| 5752 | 10 528 | 11 060 | 12 915 | 7400 | 6700 | 5600 |
| 2002 | 2006   | 2009   | 2011   | 2012 | 2013 | 2014 |
| 5206 | 4600   | 4597   | 4200   | 4774 | 4969 | 4718 |
| 2015 | 2016   |        |        |      |      |      |
| 4721 | 4743   |        |        |      |      |      |

## Икономика
Певек е важно пристанище по Северния морски път. То е източната база на Североизточното морско параходство и тук е базиран ледоразбивач, а самото пристанище е собственост на руското Министерство на транспорта. Управлението на пристанищната администрация на запад се простира до 125° и.д., в областта на река Лена, а отвъд тази точка мореплаването е под юрисдикцията на пристанищните власти в Диксон. Пристанищните власти управляват маршрутите на корабите по Северния път и осигуряват на корабите информация за ледената покрива във водите под своя юрисдикция. Арктическото морско параходство (със седалище в Тикси) също използва пристанището за превоз на въглища от Черски до Певек. В наши дни стокооборотът е значително по-малък, отколкото в миналото.
Градът няма значителен износ и въпреки добива на злато около Билибино и Ленинградски, обемът на изнасяните товари през пристанището е малък. То се използва главно за внос на горива от Беринговски. Въпреки продължаващия добив на калай в района, не се предвижда морският трафик да се увеличи, тъй като повечето мини са затворени поради нерентабилност. Закриването на рудниците през 90-те години принуждава много местни жители да се преселят в други региони на Русия. Така се намаляват и нивата на внос, като с това падат и инвестициите в инфраструктурата на самото пристанище и Северният морски път става ненадежден. Все пак към края на 90-те години се забелязва леко покачване на трафика.
Макар и с по-малки темпове, добивът на калай, злато, живак и битуминозни въглища продължава. Почти всички рудници и добивни предприятия в Чаунски район са в околностите на Певек. Произвежданите количества минерали са достатъчни, за да поддържат преработвателните комплекси на града активни. Продължава и производството на строителни материали. В града има и кислороден и ремонтен завод. Застъпено е и еленовъдството. През 2013 година китайски работници монтират 40-тонен кран на пристанището, като целта е да се увеличи износът на каменни въглища към Китай.
Освен пристанището, Певек има и най-добре развитата пътна инфраструктура в Чукотка с близо 150 километра асфалтиран път до околните селища и рудници. Има и леден път до Билибино. Градът се обслужва от летище Апапелгино, което има редовни полети до Магадан, Анадир, Билибино и Москва.

## Други
По течението на близката река Печтимел има древни скални рисунки.